# Melikgyugh
Melikgyugh es una localidad del raión de Aragats, en la provincia de Aragatsotn, Armenia, con una población censada en octubre de 2011 de 999 habitantes. 
Se encuentra ubicada al norte de la provincia, cerca de la fronteras con las provincias de Lorri y Shirak.